# Zupaysaurus
Zupaysaurus (/ˌzuːpeɪˈsɔːrəs/; "ZOO-pay-SAWR-us") là một chi khủng long theropoda sống vào thời kì tầng Rhaetian của Trias muộn đến tầng Hettange của Jura sớm tại nơi ngày nay là Argentina. Dù không có bộ xương hoàn chỉnh nào được phát hiện, Zupaysaurus rõ ràng là một động vật ăn thịt đi hai chân, dài tới 4 m (13 ft).